# José Natal Pereira
José Natal Pereira (São José, 25 de dezembro de 1954) é um político brasileiro.
Filho de Izauro Pereira e de Marina Porto Pereira. Casou com Elaine Martins dos Santos Pereira.
Em 2006 concorreu ao cargo de deputado estadual à Assembleia Legislativa de Santa Catarina, obtendo a suplência com 22.422 votos, pelo PSDB. Convocado para a 16ª Legislatura (2007-2011), assumiu a função duas vezes: em 6 de março de 2007 e em 17 de dezembro de 2008.